# Bobryćka Bolarka
Bobryćka Bolarka (ukr. Бобрицька Болярка) – wieś na Ukrainie, w obwodzie żytomierskim, w rejonie emilczyńskim. W 2001 roku liczyła 44 mieszkańców.